# Istishhad
Istishhad (arabiska: استشهاد) är det arabiska ordet för "martyrskap", "en martyrs död", eller "heroisk död". Under senare år har termen beskrivits som att den "understryker hjältemod i en offerhandling" och avser numera huvudsakligen självmordsattentat genomförda i en målmedveten "militär och politisk strategi". Istishhad kan vara självmordsbombningar där personer fäster sprängämnen på kroppen och detonerar dem för att döda andra människor samt orsaka materiell skada, ofta i en krigssituation men ibland även mot civila mål. En av de första formerna av modern istishhad var att gå genom minfält och offra sitt liv för att detonera nedgrävda minor för att röja en säker väg för soldater.

## Historia
Moderna istishhad-attacker har sitt ursprung i det shiitiska Iran under Iran-Irak-kriget 1980-1988. Mohammed Hossein Fahmideh, en 13-årig pojke som kämpade i kriget, sägs vara den första muslim som deltagit i en sådan attack i modern historia. Han spände fast granater på bröstet och sprängde sig själv under en irakisk stridsvagn i november 1980.  Ayatollah Khomeini hyllade Fahmideh som en nationell hjälte och inspiration för fler frivilliga martyrer och staten lyckades få många fler Basij-volontärer att springa genom minfält för att detonera minor.
Shiitiska lärda brukar hänvisa till Husayn ibn Ali och hans kamrater och familjemedlemmar som stupade i slaget vid Karbala och ser dem som förebilder och inspiration för martyrskap som en ärofylld och ädel död.
När den palestinska islamistiska gruppen Hamas började utföra självmordsattacker mot de israeliska invånarna i städerna Afula och Khidara våren 1994, beskrev de själva sin operation med orden "amaliyat istishhadiya (martyroperation)" och inte med det mer sekulära uttrycket a'maliyat fida'iyah (självuppoffring). Begreppet "amaliyat istishhadiya" användes även i fortsättningen och "idag är istishhad den mest använda termen för att hänvisa till självmordshandlingar i det palestinska och islamiska motståndet".